# Saint-Laurent-la-Vallée
Saint-Laurent-la-Vallée (occitan: Sent Laurenç) là một xã, nằm ở tỉnh Dordogne,vùng Aquitaine của Pháp. Xã này có diện tích 15,07 km², dân số năm 1999 là 270 người. Xã nằm ở nơi có độ cao trung bình 217 m trên mực nước biển.

## Thông tin nhân khẩu
| Năm | 1962 | 1968 | 1975 | 1982 | 1990 | 1999 |
| --- | ---- | ---- | ---- | ---- | ---- | ---- |
| Dân số | 344  | 316  | 280  | 238  | 258  | 270  |
| From the year 1962 on: No double counting—residents of multiple communes (e.g. students and military personnel) are counted only once. |      |      |      |      |      |      |